# Celma Bonfim da Graça
Celma da Graça Soares Bonfim (nascida em 23 de dezembro de 1977) é um corredora são-tomense de longa distância. Celma representou São Tomé e Príncipe no jogos Olímpicos de 2008 em Pequim, onde teve a honra de carregar a bandeira da nação para a sua equipa durante a cerimônia de abertura.
Ela correu na primeira bateria dos 5000 metros femininos, contra outras quinze atletas, incluindo a etíope Tirunesh Dibaba que, eventualmente ganhou a medalha de ouro. Ela terminou a corrida em último lugar por mais de quarenta segundos atrás do Malawi Lucia Chandamale, com sua melhor marca pessoal e nacional ao quebrar o recorde de tempo de 17:25.99. Da Graça, no entanto, não conseguiu avançar para as meias-finais, ao ficar em trigésimo geral, e foi classificada como seis posições abaixo do necessário para a próxima rodada.
Nas Olimpíadas de 2016, no Rio de Janeiro, Graça concorreu em nos 1500 metros femininos, mas terminou em 14º, a última em sua bateria, com um tempo de 4:38.86, não conseguindo avançar para as semifinais.
Nos Jogos da Lusofonia de 2006, Bonfim ganhou uma medalha de prata nos 5000 metros femininos, com um tempo de 18:17.12. Nos Jogos da Lusofonia de 2009, ela competiu pela equipa santomeense que ganhou uma medalha de bronze no revezamento 4x400 metros femininos. Ela também terminou em quinto lugar na final dos 5.000 metros, com um tempo de 18:05.17.
No Campeonato Africano de Atletismo de 2004, Bonfim concorreu nos 3000m femininos com obstáculos, onde ela terminou em quarto e último lugar, com um tempo de 11:57.94. Isto foi quase um minuto e meio mais lento do que o terceiro colocado. No entanto, ela fez definir um recorde nacional.